# 阪急阪神ホールディングス
阪急阪神ホールディングス株式会社（はんきゅうはんしんホールディングス、英: Hankyu Hanshin Holdings, Inc.）は、阪急電鉄・阪神電気鉄道・阪急阪神不動産・阪急交通社・阪急阪神エクスプレス・阪急阪神ホテルズおよびこれら6社の子会社を統括する持株会社。H2Oリテイリング（阪急百貨店・阪神百貨店）、東宝とともに阪急阪神東宝グループ（旧・阪急東宝グループ）の中核企業である。
本社事務所の所在地は大阪府大阪市北区芝田一丁目16番1号 阪急電鉄本社ビル、登記上の本店所在地は大阪府池田市栄町1番1号（阪急宝塚本線池田駅の所在地）、人事総務室東京統括部の所在地は東京都千代田区有楽町一丁目2番2号 東宝日比谷ビル17階。
スローガンは「次のよろこびを、つくろう。」

## 概要
大手私鉄グループの中では、規模（連結決算の総資産・純資産・営業利益等）が最も大きい。創業以来、両社の本拠地である梅田地区を中心に土地開発を積極的に進めてきた阪急電鉄と阪神電気鉄道が合併したことから土地保有額は鉄道会社の中ではJR東海、JR東日本に次ぐ3位で、JR西日本を上回る。
2006年の「阪急・阪神経営統合」により発足。阪急電鉄（阪急電車）・阪神電気鉄道（阪神電車）といった2つの大手私鉄と、不動産や旅行事業などの多数の関連事業会社を傘下にすることとなった。このため株主総会では、株主から中核となる鉄道事業のほかプロ野球球団の阪神タイガースの人事や宝塚歌劇団の運営などにも質問が及ぶことがある。
阪急による阪神の買収という形態で成立した統合のため、統合後も阪急側が優位となっているが、社名を含めて通常の吸収合併以上に対等性を強調した配慮が行われている。2019年現在、4人の代表取締役のうち2人が阪神出身者である。ただし、会長、社長職と、社外役員を除く残りの取締役3人は阪急（グループ）出身者が占めているほか、傘下のプロ野球球団である阪神タイガースのオーナー職についても阪急電鉄出身の杉山健博が就任している。
三和グループに属しているが、阪急阪神東宝グループのメンバーでかつ三和グループのメンバーのうち、当社は三水会に加盟しみどり会には未加盟であるのに対し、阪急電鉄、阪急阪神不動産、阪急阪神ホテルズ、阪急阪神百貨店、東宝はいずれもみどり会に加盟し三水会には未加盟である。

## 沿革
2005年4月1日の持株会社化に伴い、阪急電鉄株式会社から阪急ホールディングス株式会社に商号変更した。持株会社化は、会社分割によって現在の阪急電鉄株式会社に事業を承継させる手法でおこなわれた（沿革は阪急電鉄の歴史の項参照）。この時点で阪急電鉄関連企業は、鉄道、不動産、レジャー、流通事業が阪急電鉄、ホテル事業（阪急第一ホテルグループ）は阪急ホテルマネジメント、旅行事業は阪急交通社の3社にそれぞれ再編成された。このとき、「阪急東宝グループ」の名称については、阪急電鉄グループ（阪急HD）、阪急百貨店グループ、東宝グループの総称として、その後も継続使用されてきた（当時、3グループの資本関係はあまり濃くはなかった）。また、「阪急ホールディングスグループ」とは改称されず、従前のまま「阪急電鉄グループ」と称された。
2006年1月にプリヴェチューリッヒ企業再生グループ（現・プリヴェ企業再生グループ）が5.01%の阪急ホールディングス株式を取得し筆頭株主になっているが、その後出資比率を2.1%まで低下させている。
2006年5月30日から阪神電気鉄道株の株式公開買い付け（TOB）を実施。6月19日にTOBは成立し、阪神電鉄を子会社化。10月1日に株式交換で完全子会社化し、阪急ホールディングスから阪急阪神ホールディングスに商号変更された。これにあわせて、「阪急東宝グループ」に代えて「阪急阪神東宝グループ」を誕生させ、阪急東宝グループにおける阪急電鉄グループに相当するものに阪神グループを加えたものを「阪急阪神ホールディングスグループ」とした。
2007年10月1日には連結子会社であった阪神百貨店について、（旧）阪急百貨店（同日、阪急百貨店を会社分割し純粋持株会社エイチ・ツー・オー リテイリングとなった）との間で株式交換を実施、その結果、阪急百貨店も含めて百貨店グループ会社と当社との資本関係が強化された。
2008年4月1日にはホテル部門子会社・旅行部門子会社それぞれについて、旧阪急系と旧阪神電鉄系とを統合する会社再編を実施した。
2009年4月1日には、神戸市と乗り入れ鉄道会社とで株式持分比率の均衡が図られていた神戸高速鉄道株の神戸市保有分のうち15%を取得し、同社設立後に近接して高速鉄道路線（神戸市営地下鉄西神・山手線）を開設し営業している神戸市から経営権を取得。同社は連結子会社となっている。
2009年11月30日、鉄道車両の部品についての資産計上に於いて、2008年3月期までの3年間で約5億円の所得隠しを指摘された事が発覚した。また、その後2011年にも1億円の所得隠しを指摘されていたことが判明している。

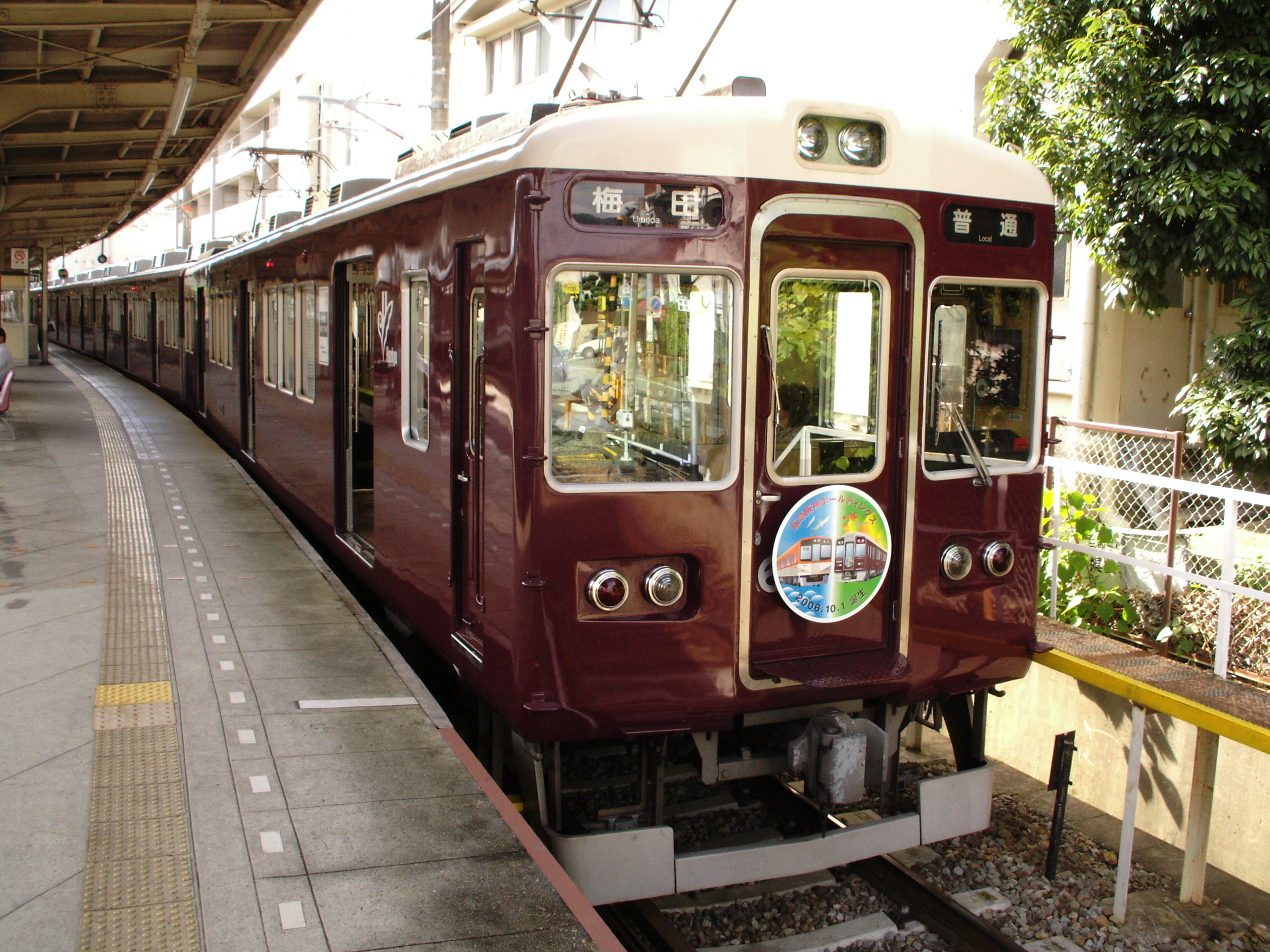
阪急阪神ホールディングス誕生記念ヘッドマークを掲出した阪急電鉄の6000系電車。雲雀丘花屋敷駅ホームにて
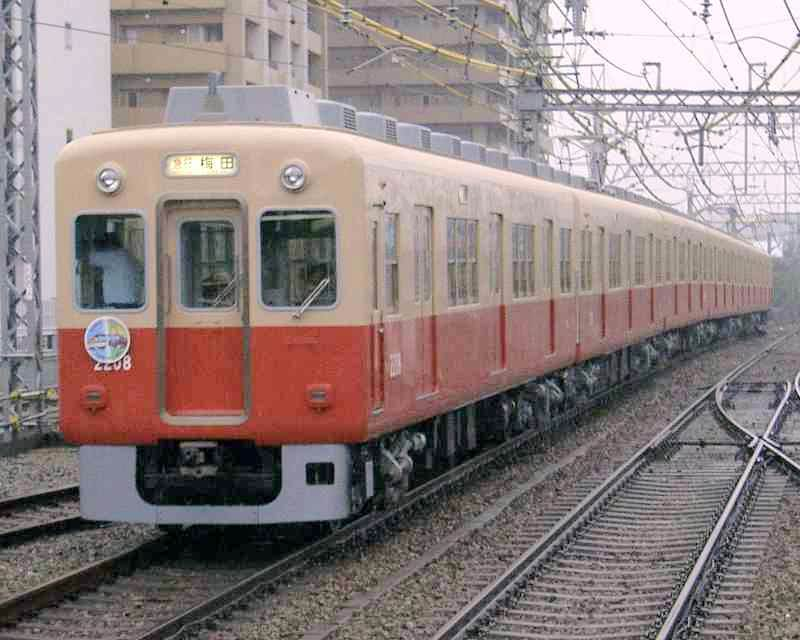
阪急阪神ホールディングス誕生記念ヘッドマークを掲出した阪神電気鉄道の2000系電車。尼崎駅東側にて

## 主な傘下子会社
全て株式会社である。
同社グループは、「都市交通」「不動産」「エンタテインメント」「情報・通信」「旅行」「国際輸送」の6つの事業をコア事業と位置付けている。
その中核会社は、阪急電鉄、阪神電気鉄道、阪急阪神交通社ホールディングス、阪急阪神ホテルズの完全子会社4社であったが、旅行・国際事業の見直しにより、阪急阪神交通社ホールディングス（2013年4月1日付で阪急阪神エクスプレスに吸収合併）に代わって阪急交通社と阪急阪神エクスプレスが中核会社となっている。2018年4月1日からは当社の子会社となった阪急阪神不動産（旧阪急不動産）が中核会社に加わった。
2022年4月のコア事業体勢見直しで、ホテル事業を不動産事業に統合、阪急阪神ホテルズは中核会社では無くなるが引き続きホテル運営を担当する。

### 中核子会社
- 阪急電鉄（阪急阪神HDが100%所有）
- 阪神電気鉄道（阪急阪神HDが100%所有）
- 阪急阪神不動産（2018年4月1日に阪急不動産から社名変更[16]）（阪急阪神HDが100%所有）
- 阪急交通社（旧阪急交通社・旧阪神航空の旅行事業再編により誕生。阪急阪神HDが100%出資）
- 阪急阪神エクスプレス（阪急エクスプレスと阪神エアカーゴの統合により誕生。阪急阪神HDが100%出資。2018年4月1日に業務提携先のセイノーホールディングスが株式を取得したため、2018年4月現在は阪急阪神HD66%、セイノーHD34%）

### 都市交通事業

#### 連結子会社
- 神戸高速鉄道（阪急電鉄と阪神電気鉄道が各25.85%の、計51.7%所有）
- 北大阪急行電鉄（阪急電鉄が54%所有）
- 能勢電鉄（阪急電鉄が98.5%所有）
- 阪急レールウェイサービス（阪急電鉄が100%出資）
- 阪急阪神レールウェイ・テクノロジー（阪急電鉄が80%、阪神電気鉄道が20%出資）
- グローバルテック（阪急電鉄が100%出資、現在は一切の事業停止中）
- 阪急阪神電気システム（阪急電鉄が75%、阪神電気鉄道が25%出資）
- 阪急バス
- 阪急観光バス（阪急バスが100%出資）
- 阪急タクシー
- 阪神バス
- 阪神タクシー
- 阪急阪神エムテック（阪急バスが66.67%、阪急タクシーが7.26%、阪神バスが26.07%を出資）
- ニッポンレンタカー阪急
- アルナ車両
- エキ・リテール・サービス阪急阪神（旧阪急リテールズ。阪急リテールズ時代は阪急電鉄が100%出資だったが、2014年4月1日に阪神電気鉄道が同社の株を50%取得して現社名に変更）
- いいなダイニング（阪急電鉄70%、ゼストクック30%）
- 阪急スタイルレーベルズ（旧阪神商事、阪急電鉄子会社、2015年4月にエキ・リテール・サービス阪急阪神運営の4店舗ブランドを統合して現社名に変更。）

#### 持分法適用会社
- 西大阪高速鉄道（阪神電気鉄道が34.9%所有）
- 神戸電鉄（阪急阪神HDが27.6%、阪急電鉄が1%の、計28.6%所有）
- 大阪空港交通（阪急バスが85%出資）

### 不動産事業
いずれも連結子会社。
- 阪急ファシリティーズ
- 阪急コミュニティサービス
- 阪急阪神ビルマネジメント（阪急阪神不動産100%出資。以前は阪急電鉄・阪神電気鉄道がそれぞれ50%ずつ折半出資）
- 阪急阪神リート投信（阪急阪神不動産が100%出資。元は阪急電鉄100%出資。2018年4月1日に阪急リート投信から社名変更） - 阪急阪神リート投資法人の資産運用会社
- 大阪ダイヤモンド地下街（阪神電気鉄道が100%出資）
- 阪急阪神エステート・サービス（阪神電気鉄道が直接所有分で98.2%、間接所有も含めると100%出資、2018年4月1日に阪神不動産株式会社から社名変更）
- 阪急阪神ホテルズ（阪急阪神ホールディングスが100%出資） - かつての中核子会社。2022年4月のコア事業体制見直しで中核事業会社では無くなった。
- 第一ホテル九州
- 有馬ビューホテル
- 天橋立ホテル
- 高知新阪急ホテル
- 阪神ホテルシステムズ
- 阪急阪神レストランズ（阪急阪神ホテルズが100%出資）(2019年法人格が消滅)

### エンタテインメント事業
いずれも連結子会社。
- 宝塚クリエイティブアーツ（阪急電鉄が100%出資）
- 宝塚舞台（阪急電鉄が100%出資）
- タカラヅカ・ライブ・ネクスト（阪急電鉄が100%出資）
- 梅田芸術劇場（阪急阪神ホールディングスが100%出資）
- 阪急アドエージェンシー（阪急電鉄が100%出資）
- 阪急コミュニケーションズ（阪急電鉄が100%出資）―2017年に清算結了より法人格が消滅。
- 阪神タイガース（阪神電気鉄道が100%出資）
- 阪神コンテンツリンク（阪神電気鉄道が100%出資）

### 情報・通信事業
いずれも連結子会社。
- ベイ・コミュニケーションズ（阪神電気鉄道が42.01%出資）
- アイテック阪急阪神（阪神電気鉄道が55.74%、阪急阪神HDが14.23%出資）
  - ユミルリンク（アイテック阪急阪神が87.45%出資）

### 旅行事業
いずれも連結子会社。
- - 阪急阪神ビジネストラベル（阪急交通社が100%出資、旧阪神航空を業務渡航専門会社に改組）
  - 阪急トラベルサポート（阪急交通社が100%出資）

### 国際輸送事業
- 阪急阪神ロジパートナーズ

### その他事業
- オーエス
- ハンシン建設
- 阪急阪神ビジネスアソシエイト
- 阪急阪神保険サービス
- あしすと阪急阪神（特例子会社）
- 阪神園芸
- 阪急阪神フィナンシャルサポート
- ライフデザイン阪急阪神（阪急阪神HDが100%出資、シニア総合サポート事業だけでなく簡易型宿泊施設ファーストキャビンのフランチャイズも受け持つ。）
- いきいきライフ阪急阪神（デイサービス事業）[17]

#### 持分法適用会社
- 東宝（阪急阪神HDが12.08%出資）
- 関西テレビ放送（阪急阪神HDが19.10%出資の第2株主。筆頭株主のフジ・メディア・ホールディングスの持分法適用会社でもある）
- エイチ・ツー・オー リテイリング（阪神電気鉄道が14.27%、阪急阪神HDが7.48%出資）
- 神戸電鉄（阪急阪神HDが27.23%、阪急電鉄が0.96%出資）

#### 過去の傘下子会社
- 北神急行電鉄（阪急電鉄が27.5%、神戸電鉄が19.875%、神鉄エンタープライズが7.625%の、計55%所有） - 2020年に神戸市交通局に権利義務一切を継承し解散。
- 東京楽天地(かつて持ち分法適用会社であった。現在は東宝の子会社)

## プロ野球との関係
- 1924年（大正13年）、日本最初のプロ野球チームである日本運動協会（芝浦協会）を引き取り、宝塚運動協会を再結成して経営に当たる。宝塚球場をフランチャイズとしたが、1929年（昭和4年）に解散。
- 1936年（昭和11年）から1988年（昭和63年）にはパ・リーグ球団、阪急ブレーブス（のちにオリックス・ブルーウェーブ、現在は大阪近鉄バファローズと合併してオリックス・バファローズ）と、阪急西宮球場（後の阪急西宮スタジアム、2002年（平成14年）に閉鎖）をフランチャイズとして所有していた。
- 2006年（平成18年）6月に阪神電気鉄道を傘下におさめたことに伴い、7月に行われたオーナー会議では阪神タイガース（セ・リーグ）の保有者は阪神電気鉄道ではなく、その親会社の阪急ホールディングスに異動したとみなされたことと、1988年（昭和63年）の阪急ブレーブス売却時に生じた阪急に対する不信感が拭えなかったことが決め手となり、一時は保証金等計30億円の支払いが決定した。しかしこの件は事前に十分な議論がなされないまま決定されてしまったため、同球団はこの決定を不服として再検討を要求、討議の結果保証金等29億円の支払いが免除されることが決定した。
  - 経営統合の時、旧阪急HDの側からは、「阪神タイガースの球団経営に関与しない」という趣旨の覚書が阪急・阪神両者の間で交わされた。経営の自由度という観点からは異例の制約条項ではあるが、プロ野球という世間からの注目度が極めて高い分野から派生されるであろう諸問題を、グループ全体にまで波及させたくない、という考え方が込められたものである。
  - 2022年（令和4年）12月からは、その阪神タイガースのオーナー職に阪急電鉄出身の杉山健博が就任している。
- 2023年（令和5年）の日本シリーズでは、史上初めて現グループ企業の阪神タイガースと阪急電鉄が前身チームの設立母体となったオリックス・バファローズの対戦が実現し、4勝3敗で阪神が38年ぶり2回目の日本一に輝いた。
  - なおエイチ・ツー・オー・リテイリング傘下で経営統合した阪急阪神百貨店においては、阪神のリーグ優勝・日本一でセールを行うのは阪神百貨店のみであり阪急百貨店は「同じ会社でも屋号は2つで、（違う顧客層に向けて）2つの商売をやっている。阪神タイガースの優勝のときは阪神ファンに阪神百貨店で楽しんでいただく。ブランドを大切にしたい」としてセール等を行わない[18]。ただし、同じエイチ・ツー・オー・リテイリング傘下の阪急系企業でも阪急オアシスではセールを実施している[19]。
  - また、阪神電鉄系ケーブルテレビ会社のベイ・コミュニケーションズではサービスエリアに両球団の本拠地（阪神甲子園球場＝西宮市、京セラドーム大阪＝大阪市西区）を含むこともあり、阪神とオリックスそれぞれの応援番組として「タイガースV特急」と「オリックス・バファローズが好きやねん！」を制作・放送している。